# Lucena del Cid
Lucena del Cid (hiszp. wym. [luˈθena del ˈθið]), Llucena (walenc. wym. [ʎuˈsɛna]) – gmina w Hiszpanii, w prowincji Castellón, we wspólnocie autonomicznej Walencja, o powierzchni 137,04 km². W 2011 roku liczyła 1484 mieszkańców.